# Vernёmsja osen'ju
Vernёmsja osen'ju (Вернёмся осенью) è un film del 1979 diretto da Aleksej Simonov.

## Trama
Cinque uomini adulti si sono incontrati in un plotone. Sono tutti diversi, ma devono essere privati per un addestramento militare di tre mesi.